# Hudson i Rex
Hudson i Rex (títol original: Hudson & Rex) és una sèrie de televisió canadenca de drama políciac basada la sèrie italiana i austríaca Rex. Es va estrenar el 2019 a Citytv i el 2020 a TV3.

## Argument
L'inspector Charlie Hudson treballa a la divisió de Delictes Greus del fictici departament de policia de St. John, a l'est del Canadà. En una operació de servei, mor una agent de la unitat canina resulta i el gos amb què treballava no està disposat a abandonar-la. Hudson intervé per investigar el cas i, d'alguna manera, aconsegueix calmar l'animal. A partir d'aquest moment passen a ser socis, a casa i a la feina. nl Rex està entrenat per distingir les substàncies més perilloses i sentir el que ningú sent, i ben aviat demostra que és un membre imprescindible de la divisió.

## Repartiment
- John Reardon com a Charlie Hudson
- Mayko Nguyen com a Sarah Truong, cap de medicina forense
- Kevin Hanchard com a superintendent Joseph Donovan
- Justin Kelly com a Jesse Mills, informàtic

## Episodis
| Temporada | Temporada | Episodis | Emissió original                 | Emissió original              |
| Temporada | Temporada | Episodis | Canadà (Citytv)                  | Catalunya (TV3)               |
| --------- | --------- | -------- | -------------------------------- | ----------------------------- |
|           | 1         | 13       | 25 març 2019 – 25 juliol 2019    | 20 juliol 2020 - 7 agost 2020 |
|           | 2         | 19       | 24 setembre 2019 – 24 març 2020  | 2 agost 2021 - 17 agost 2021  |
|           | 3         | 16       | 5 gener 2021 - 20 abril 2021     | 18 agost 2021 - 27 agost 2021 |
|           | 4         | 16       | 7 octubre 2021 - 19 abril 2022   | 31 juliol 2022 -              |
|           | 5         | 20       | 25 setembre 2022 - 25 abril 2023 |                               |

### Temporada 1 (2019)
| Núm. total | Núm. de la temporada | Títol                   | Direcció         | Guió                       | Data d'emissió original | Data d'emissió a Catalunya (TV3) |
| ---------- | -------------------- | ----------------------- | ---------------- | -------------------------- | ----------------------- | -------------------------------- |
| 1          | 1                    | «La caça»               | Alison Reid      | Ken Cuperus                | 25 de març de 2019      | 20 de juliol de 2020             |
| 2          | 2                    | «Friquis sense por»     | Felipe Rodriguez | Ken Cuperus                | 1 d'abril de 2019       | 21 de juliol de 2020             |
| 3          | 3                    | «Perseguits pel passat» | Felipe Rodriguez | Paul Aitken i Simon McNabb | 8 d'abril de 2019       | 20 de juliol de 2020             |
| 4          | 4                    | «Dies de classe»        | Alison Reid      | Ken Cuperus i Celeste Parr | 15 d'abril de 2019      | 22 de juliol de 2020             |
| 5          | 5                    | «La cuidadora»          | Alison Reid      | John Callaghan             | 22 d'abril de 2019      | 23 de juliol de 2020             |
| 6          | 6                    | «S'ha intuït un crim»   | Alison Reid      | Ken Cuperus i Laura Harbin | 29 d'abril de 2019      | 29 de juliol de 2020             |
| 7          | 7                    | «Assaig i error»        | John Vatcher     | John Callaghan             | 13 de juny de 2019      | 30 de juliol de 2020             |
| 8          | 8                    | «Fast Eddie's»          | John Vatcher     | Avrum Jacobson             | 20 de juny de 2019      | 27 de juliol de 2020             |
| 9          | 9                    | «Els matins de dol»     | Felipe Rodriquez | Mary Pedersen              | 27 de juny de 2019      | 5 d'agost de 2020                |
| 10         | 10                   | «Art obscur»            | John Vatcher     | Jessie Gabe                | 4 de juliol de 2019     | 28 de juliol de 2020             |
| 11         | 11                   | «Males aigües»          | John Vatcher     | Jessie Gabe                | 11 de juliol de 2019    | 3 d'agost de 2020                |
| 12         | 12                   | «Una educació de culte» | Sherren Lee      | Derek Schreyer             | 18 de juliol de 2019    | 6 d'agost de 2020                |
| 13         | 13                   | «Expedient Rex»         | Sherren Lee      | Jessie Gabe                | 25 de juliol de 2019    | 7 d'agost de 2020                |

### Temporada 2 (2019–20)
| Núm. total | Núm. de la temporada | Títol                        | Direcció              | Guió                                                           | Data d'emissió original | Data d'emissió a Catalunya (TV3) |
| ---------- | -------------------- | ---------------------------- | --------------------- | -------------------------------------------------------------- | ----------------------- | -------------------------------- |
| 14         | 1                    | «Un home conseqüent»         | Felipe Rodriquez      | Ken Cuperus i Avrum Jacobson                                   | 24 de setembre de 2019  | 2 d'agost de 2021                |
| 15         | 2                    | «Sobre gel»                  | Felipe Rodriquez      | Céleste Parr                                                   | 1 d'octubre de 2019     | 29 de juliol de 2021             |
| 16         | 3                    | «Justícia cega»              | Felipe Rodriquez      | Derek Schreyer                                                 | 8 d'octubre de 2019     | 5 d'agost de 2021                |
| 17         | 4                    | «Estranys a la nit»          | T.J. Scott            | Història: Carol Hay i Duncan Hay Jennings. Teleplay: Carol Hay | 15 d'octubre de 2019    | 6 d'agost de 2021                |
| 18         | 5                    | «Un mort que camina»         | Felipe Rodriguez      | Ken Cuperus                                                    | 22 d'octubre de 2019    | 6 d'agost de 2021                |
| 19         | 6                    | «Sota la influencer»         | Eleanore Lindo        | Jessie Gabe                                                    | 29 d'octubre de 2019    | 9 d'agost de 2021                |
| 20         | 7                    | «Els boscos tenen ulls»      | T.J. Scott            | Julian Doucet                                                  | 5 de novembre de 2019   | 10 d'agost de 2021               |
| 21         | 8                    | «Joc d'espases»              | Eleanore Lindo        | Stephanie Tracey                                               | 12 de novembre de 2019  | 10 d'agost de 2021               |
| 22         | 9                    | «Una bala a dins de l'aigua» | Mars Horodyski        | Derek Schreyer                                                 | 19 de novembre de 2019  | 11 d'agost de 2021               |
| 23         | 10                   | «La connexió francesa»       | John Vatcher          | Derek Schreyer i Alex Pugsley                                  | 26 de novembre de 2019  | 9 d'agost de 2021                |
| 24         | 11                   | «Un Rex robòtic»             | Felipe Rodriguez      | Vivian Lin                                                     | 14 de gener de 2020     | 12 d'agost de 2021               |
| 25         | 12                   | «Rex and the City»           | John Vatcher          | Jackie May                                                     | 21 de gener de 2020     | 11 d'agost de 2021               |
| 26         | 13                   | «Justícia tardana»           | Stephanie Morgenstern | Pierre Mur i Stephanie Tracey                                  | 28 de gener de 2020     | 13 d'agost de 2021               |
| 27         | 14                   | «Visió de túnel»             | Felipe Rodriquez      | Ken Cuperus                                                    | 4 de febrer de 2020     | 12 d'agost de 2021               |
| 28         | 15                   | «El dit»                     | Adriana Maggs         | Jessie Gabe                                                    | 11 de febrer de 2020    | 13 d'agost de 2021               |
| 29         | 16                   | «L'espurna del gos»          | Felipe Rodriquez      | Derek Schreyer i Vivian Lin                                    | 18 de febrer de 2020    | 16 d'agost de 2021               |
| 30         | 17                   | «Torn de nit»                | John Vatcher          | Ken Cuperus i Joseph Milando                                   | 3 de març de 2020       | 17 d'agost de 2021               |
| 31         | 18                   | «Gos vell té anys d'ofici»   | Felipe Rodriquez      | Julian Doucet                                                  | 17 de març de 2020      | 16 d'agost de 2021               |
| 32         | 19                   | «D'una manera familiar»      | Harvey Crossland      | Derek Schreyer                                                 | 24 de març de 2020      | 17 d'agost de 2021               |

### Temporada 3 (2021)
| Núm. total | Núm. de la temporada | Títol                      | Direcció         | Guió                       | Data d'emissió original | Data d'emissió a Catalunya (TV3) |
| ---------- | -------------------- | -------------------------- | ---------------- | -------------------------- | ----------------------- | -------------------------------- |
| 33         | 1                    | «L'origen»                 | John Vatcher     | Jackie May                 | 5 de gener de 2021      | 18 d'agost de 2021               |
| 34         | 2                    | «La persecució»            | Eleanore Lindo   | Carol Hay i John Callaghan | 12 de gener de 2021     | 18 d'agost de 2021               |
| 35         | 3                    | «Lluny de la civilització» | Ruba Nadda       | Ken Cuperus                | 19 de gener de 2021     | 20 d'agost de 2021               |
| 36         | 4                    | «Sota pressió»             | John Vatcher     | Derek Schreyer             | 26 de gener de 2021     | 19 d'agost de 2021               |
| 37         | 5                    | «Prescripció, Rex!»        | Harvey Crossland | Cal Coons                  | 2 de febrer de 2021     | 23 d'agost de 2021               |
| 38         | 6                    | «Estiu sense fi»           | Eleanore Lindo   | Simon McNabb               | 9 de febrer de 2021     | 19 d'agost de 2021               |
| 39         | 7                    | «Tot queda en la ventrada» | Filipe Rodriguez | Cal Coons                  | 16 de febrer de 2021    | 23 d'agost de 2021               |
| 40         | 8                    | «La bella dorment»         | Bosede Williams  | Sonja Bennett              | 23 de febrer de 2021    | 20 d'agost de 2021               |
| 41         | 9                    | «Des de la tomba»          | Eleanore Lindo   | Derek Schreyer             | 2 de març de 2021       | 24 d'agost de 2021               |
| 42         | 10                   | «Atiant les flames»        | Cal Coons        | Jackie May                 | 9 de març de 2021       | 24 d'agost de 2021               |
| 43         | 11                   | «Sang a les vies»          | Tracey Deer      | Joseph Milando             | 16 de març de 2021      | 25 d'agost de 2021               |
| 44         | 12                   | «El gos estrella»          | Adriana Maggs    | Lori Spring                | 23 de març de 2021      | 25 d'agost de 2021               |
| 45         | 13                   | «La mansió dalt del turó»  | John Vatcher     | John Callaghan             | 30 de març de 2021      | 26 d'agost de 2021               |
| 46         | 14                   | «La vida secreta del Levi» | Mars Horodyski   | Vivian Lin i Sonja Bennett | 6 d'abril de 2021       | 26 d'agost de 2021               |
| 47         | 15                   | «Les aparences enganyen»   | Harvey Crossland | Derek Schreyer             | 13 d'abril de 2021      | 27 d'agost de 2021               |
| 48         | 16                   | «L'art de robar»           | Eleanore Lindo   | Vivian Lin                 | 20 d'abril de 2021      | 27 d'agost de 2021               |

### Temporada 4 (2021–22)
| Núm. total | Núm. de la temporada | Títol                                | Direcció         | Guió                          | Data d'emissió original | Data d'emissió a Catalunya (TV3) |
| ---------- | -------------------- | ------------------------------------ | ---------------- | ----------------------------- | ----------------------- | -------------------------------- |
| 49         | 1                    | «Sid i Nancy»                        | Gary Harvey      | Peter Mitchell                | 7 d'octubre de 2021     | 31 de juliol de 2022             |
| 50         | 2                    | «Ui, ja he tornat a picar»           | Eleanore Lindo   | Mary Pedersen                 | 14 d'octubre de 2021    | 7 d'agost de 2022                |
| 51         | 3                    | «El Rex l'encerta»                   | Gary Harvey      | Joseph Milando                | 21 d'octubre de 2021    | 14 d'agost de 2022               |
| 52         | 4                    | «Líder de la bandada»                | Eleanore Lindo   | Keri Ferencz                  | 28 d'octubre de 2021    | 21 d'agost de 2022               |
| 53         | 5                    | «Com fer-se ric en un tres i no res» | Gary Harvey      | Keri Ferencz                  | 4 de novembre de 2021   | 28 d'agost de 2022               |
| 54         | 6                    | «El pont de la mort»                 | Gary Harvey      | Ken Cuperus                   | 11 de novembre de 2021  | 5 de setembre de 2022            |
| 55         | 7                    | «Punyalada a la web fosca»           | Bosede Williams  | Jennifer Kassabian            | 18 de novembre de 2021  | 12 de setembre de 2022           |
| 56         | 8                    | «Mort sobtada»                       | Bosede Williams  | Derek Schreyer                | 25 de novembre de 2021  | 19 de setembre de 2022           |
| 57         | 9                    | «La síndrome de l'impostor»          | Sharon Lewis     | Keri Ferencz i Joseph Milando | 6 de gener de 2022      | 25 de setembre de 2022           |
| 58         | 10                   | «Sang i diamants»                    | Sharon Lewis     | Mary Pedersen                 | 13 de gener de 2022     | 6 d'abril de 2023                |
| 59         | 11                   | «Pena capital»                       | Felipe Rodriguez | Derek Schreyer                | 20 de gener de 2022     | 7 d'abril de 2023                |
| 60         | 12                   | «Cap home és una illa»               | Felipe Rodriguez | M.T. Diallo                   | 22 de març de 2022      | 29 d'abril de 2023               |
| 61         | 13                   | «Les Roses de Signal Hill»           | Deanne Foley     | Jennifer Kassabian            | 29 de març de 2022      | 7 de maig de 2023                |
| 62         | 14                   | «Tira els daus»                      | Felipe Rodriguez | Vivian Lin                    | 5 d'abril de 2022       | 21 de maig de 2023               |
| 63         | 15                   | «Malson a Water Street»              | John Vatcher     | Joseph Milando                | 12 d'abril de 2022      | 27 de maig de 2023               |
| 64         | 16                   | «Cap gos més»                        | Felipe Rodriguez | Mary Pedersen                 | 19 d'abril de 2022      | 4 de juny de 2023                |

### Temporada 5 (2022-23)
| Núm. total | Núm. de la temporada | Títol                                        | Direcció         | Guió                           | Data d'emissió original |
| ---------- | -------------------- | -------------------------------------------- | ---------------- | ------------------------------ | ----------------------- |
| 65         | 1                    | «Lost in the Barrens»                        | Peter Mitchell   | Peter Mitchell                 | 25 de setembre de 2022  |
| 66         | 2                    | «Punch Drunk Glove»                          | John Vatcher     | M.T. Diallo                    | 2 d'octubre de 2022     |
| 67         | 3                    | «Run, Donovan, Run»                          | Peter Mitchell   | Ken Cuperus                    | 9 d'octubre de 2022     |
| 68         | 4                    | «Hand of Cod»                                | John Vatcher     | Robina Lord-Stafford           | 16 d'octubre de 2022    |
| 69         | 5                    | «The Good Shepherd»                          | Mary Pedersen    | Céleste Parr                   | 23 d'octubre de 2022    |
| 70         | 6                    | «Den of Snakes»                              | Eleanore Lindo   | Keri Ferencz                   | 30 d'octubre de 2022    |
| 71         | 7                    | «The Date Escape»                            | Eleanore Lindo   | Christina Ray                  | 6 de novembre de 2022   |
| 72         | 8                    | «Bury the Lead»                              | JJ Neepin        | Joseph Milando                 | 13 de novembre de 2022  |
| 73         | 9                    | «Rexpert Witness»                            | Harvey Crossland | Joseph Milando                 | 20 de novembre de 2022  |
| 74         | 10                   | «One Wild Night»                             | Harvey Crossland | Keri Ferencz                   | 27 de novembre de 2022  |
| 75         | 11                   | «Working for the Weekend»                    | Deanne Foley     | Molly Clayton                  | 17 de gener de 2023     |
| 76         | 12                   | «Lost Lives Club»                            | Deanne Foley     | Christina Ray                  | 24 de gener de 2023     |
| 77         | 13                   | «The Miranda Act»                            | Eleanore Lindo   | Ken Cuperus                    | 31 de gener de 2023     |
| 78         | 14                   | «Rexit, Stage Left»                          | Eleanore Lindo   | Andrea Dunne i Keri Ferencz    | 7 de març de 2023       |
| 79         | 15                   | «Northern Rexposure»                         | TJ Scott         | Mary Pedersen                  | 21 de març de 2023      |
| 80         | 16                   | «Due North»                                  | TJ Scott         | Mary Pedersen i Joseph Milando | 28 de març de 2023      |
| 81         | 17                   | «Lost and Found»                             | Warren Sonoda    | Keri Ferencz i Joseph Milando  | 4 d'abril de 2023       |
| 82         | 18                   | «Jail Break»                                 | Sense determinar | Sense determinar               | 11 d'abril de 2023      |
| 83         | 19                   | «The Cook, the Chief, the Cop and His Lover» | Sense determinar | Sense determinar               | 18 d'abril de 2023      |
| 84         | 20                   | «One for the Road»                           | Sense determinar | Sense determinar               | 25 d'abril de 2023      |